# Sophia von Alvensleben
Sophia von Alvensleben (* 20. April 1516; † 1590) war Äbtissin des Klosters Althaldensleben im heutigen Sachsen-Anhalt.

## Leben
Sophia von Alvensleben entstammte der niederdeutschen Adelsfamilie von Alvensleben. Sie war die Tochter von Matthias (I.) von Alvensleben († 1552) aus der roten Linie, Burgherr auf Calvörde, später Letzlingen, und Erxleben, und der Gertraud von Trotha († 1540). Sie trat in das Kloster Althaldensleben bei Haldensleben ein, wurde 1558 dessen Äbtissin und blieb bis zu ihrem Tode 1590 beim katholischen Glauben, obwohl die übrigen Klosterfrauen längst die evangelische Lehre angenommen hatten. Nach ihrem Tod wurde Sophia von Alvensleben im Chor der Klosterkirche beigesetzt. Ihr zerbrochener Grabstein befindet sich noch heute im Fußboden der früheren Kapelle.

## Werk
Peter Wilhelm Behrends beschrieb 1824 die Äbtissin und die Konflikte zur Zeit der Reformation im Kloster Althaldensleben wie folgt:
Als eine Dame von feiner Bildung, vieler Weltklugheit und selbst nicht ohne manche gelehrte, besonders theologische, Kenntnisse wusste sie das Kloster in seiner Verfassung und Selbständigkeit durch die schlüpfrichsten Zeitumstände glücklich hindurch zu bringen. Sie endete nicht nur mehrere Streitigkeiten des Klosters mit den Nachbarn und besonders der Stadt Neuhaldensleben auf eine meistens erwünschte Weise, sondern hob auch die Einkünfte ihrer Stiftung, dass, zu ihrer Zeit, und namentlich im Jahre 1570, im Kloster 36 Conventualinnen und 33 Laienschwestern erhalten werden konnten. Hinsichts der damals von der Landesregierung gewünschten und mehrmals versuchten Einführung der Reformation im Kloster fügte sie sich zwar im Jahre 1562 darin gleich, dass sie einen evangelischen Prediger – den Jodocus Sinwing – ins Kloster berief. Allein sie war damit keineswegs gemeint, die Reformation selbst in ihrem Convente einzuführen. Vielmehr suchte sie den Einfluss dieses ohnehin schwachen Mannes auf viele Weise zu hemmen, wollte ihm auch die Austeilung des Heiligen Abendmahls unter beiderlei Gestalt nicht eher verstatten, als bis dies bei der großen Visitation im Jahre 1563 ausdrücklich befohlen worden. Die Äbtissin selbst erklärte sich aber fortdauernd mit ihrer Schwester Ursula von Alvensleben, der Priorin, und den meisten Nonnen, entschieden für den hergebrachten Glauben, mochte es aber doch nicht hindern, dass einige der anderen Klosterfrauen allmählich, ihren Überzeugungen nach, der gereinigten Lehre folgten und selbst das Heilige Abendmahl unter beiderlei Gestalt empfingen. Der klösterliche Gottesdienst im Chore ging dabei nach alter Art unausgesetzt fort, nur dass die evangelischen Nonnen nicht ferner der Messe des katholischen Priesters, sondern der Predigt des evangelischen Geistlichen, in der Klosterkirche beiwohnten. Als daher nun im Jahre 1577 eine landesherrliche Commission im Kloster erschien und 7 Nonnen – die Gertrud von Randau an der Spitze – sofort ihre Anhänglichkeit an Gotteswort und reiner Lehre versicherten; so erklärte die Äbtissin nach angehörter Auseinandersetzung der evangelischen Lehre: dass die zeitherige ärgerliche Uneinigkeit unserer Theologen und die beständigen Neuerungen es ihr immer noch unmöglich machten, ihnen beizupflichten. Und ebenso fruchtlos lief eine abermalige, in dieser Absicht angestellte, Klostervisitation in Althaldensleben, im Jahre 1585, ab. Die Äbtissin starb daher im Bekenntnisse des katholischen Glaubens im Jahre 1590, wie schon früher ihre Schwestern, Ursula von Alvensleben, die dreißig Jahre Priorin des Klosters gewesen, im Jahre 1580 und Anna von Alvensleben, eine Nonne, die schon 1573 eben diese Welt verlassen hatten.